# Ithyceridae
Ithyceridae är en familj av skalbaggar. Ithyceridae ingår i överfamiljen Curculionoidea, ordningen skalbaggar, klassen egentliga insekter, fylumet leddjur och riket djur. Enligt Catalogue of Life omfattar familjen Ithyceridae 62 arter. 
Kladogram enligt Catalogue of Life:
| Ithyceridae | \| \| Ithycerus \| \| \| \| \| \| Pachyrhynchus \| \| \| \| |
|             | \| \| Ithycerus \| \| \| \| \| \| Pachyrhynchus \| \| \| \| |
|             | plattnosbaggar                                              |
|             |                                                             |
|             | spetsvivlar                                                 |
|             |                                                             |
|             | rullvivlar                                                  |
|             |                                                             |
|             | Belidae                                                     |
|             |                                                             |
|             | Brachyceridae                                               |
|             |                                                             |
|             | Brentidae                                                   |
|             |                                                             |
|             | Cryptolaryngidae                                            |
|             |                                                             |
|             | vivlar                                                      |
|             |                                                             |
|             | Dryophthoridae                                              |
|             |                                                             |
|             | Eccoptarthridae                                             |
|             |                                                             |
|             | Erirhinidae                                                 |
|             |                                                             |
|             | Eurhynchidae                                                |
|             |                                                             |
|             | Nanophyidae                                                 |
|             |                                                             |
|             | barrblomvivlar                                              |
|             |                                                             |
|             | Oxycorynidae                                                |
|             |                                                             |
|             | Raymondionymidae                                            |
|             |                                                             |
|             | Rhynchitidae                                                |
|             |                                                             |
|             | Ithycerus                                                   |
|             |                                                             |
|             | Pachyrhynchus                                               |
|             |                                                             |

|  | Ithycerus     |
|  |               |
|  | Pachyrhynchus |
|  |               |